# Cerisy-Belle-Étoile

Cerisy-Belle-Étoile este o comună în departamentul Orne, Franța. În 1 ianuarie 2022 avea o populație de 706 de locuitori.